# Liste d'abbayes cisterciennes en Angleterre
Pour un article plus général, voir Liste d'abbayes cisterciennes.

Blason de l'ordre cistercien.

Cet article liste les abbayes cisterciennes actives ou ayant existé sur le territoire anglais actuel. Il s'agit des abbayes de religieux (moines et moniales) appartenant à l'ordre cistercien, ou aux ordres qui en sont issus (Feuillants, Trappistes).

## Remarques
Ces abbayes ont appartenu, à différentes époques, à des ordres, des congrégations ou des groupements, dont les principaux, pour les abbayes anglaises, sont :
- les cisterciens de la primitive observance, exclusivement entre la première fondation de Waverley et la dissolution des monastères d'Henri VIII, entre 1536 et 1540 ;
- les cisterciens réformés ou cisterciens de la stricte observance ou trappistes, présents en Angleterre exclusivement depuis le XIXe siècle.

Les dates indiquées entre parenthèses correspondent au début et à la fin du statut d'abbaye cistercienne, mais ne coïncident pas obligatoirement avec la création et avec la disparition du monastère.
Les abbayes cisterciennes aujourd'hui actives sont signalées en caractères gras.
| Abbayes d'hommes  |
| Abbayes de femmes |

Ne figurent pas dans cette liste les prieurés conventuels ou les prieurés simples dépendant des abbayes citées.

## Liste
| N°  | Nom                   | Coordonnées                        | Ville ou district          | Comté                | Diocèse       | Famille                 | Date début | Date fin  | Image |
| --- | --------------------- | ---------------------------------- | -------------------------- | -------------------- | ------------- | ----------------------- | ---------- | --------- | ----- |
| 543 | Beaulieu              | 50° 49′ 18″ nord, 1° 26′ 57″ ouest | Beaulieu                   | Hampshire            | Winchester    | Cisterciens             | 1203       | 1538      |       |
| 234 | Biddlesden            | 52° 03′ 15″ nord, 1° 04′ 45″ ouest | Aylesbury Vale             | Buckinghamshire      | Lincoln       | Cisterciens             | 1147       | 1538      |       |
| 426 | Bindon                | 50° 40′ 50″ nord, 2° 12′ 29″ ouest | Wool                       | Dorset               | Exeter        | Cisterciens             | 1172       | 1539      |       |
| 132 | Bordesley             | 52° 19′ 00″ nord, 1° 56′ 00″ ouest | Redditch                   | Worcestershire       | Worcester     | Cisterciens             | 1138       | 1538      |       |
| 225 | Boxley                | 51° 18′ 00″ nord, 0° 31′ 30″ est   | Boxley                     | Kent                 | Cantorbéry    | Cisterciens             | 1146       | 1538      |       |
| 235 | Bruern                | 51° 52′ 53″ nord, 1° 36′ 58″ ouest | West Oxfordshire           | Oxfordshire          | Lincoln       | Cisterciens             | 1147       | 1536      |       |
| 680 | Buckland              | 50° 28′ 53″ nord, 4° 08′ 00″ ouest | Yelverton (en)             | Devon                | Exeter        | Cisterciens             | 1278       | 1539      |       |
| 257 | Buildwas              | 52° 38′ 10″ nord, 2° 31′ 50″ ouest | Buildwas                   | Shropshire           | Shrewsbury    | Cisterciens             | 1135       | 1536      |       |
| 261 | Byland                | 54° 12′ 14″ nord, 1° 09′ 35″ ouest | Ryedale                    | Yorkshire du Nord    | York          | Savigniens Cisterciens  | 1134 1147  | 1147 1538 |       |
| 261 | Calder                | 54° 26′ 39″ nord, 3° 27′ 54″ ouest | Beckermet                  | Cumbria              | Carlisle      | Savigniens Cisterciens  | 1135 1147  | 1147 1536 |       |
| 519 | Cleeve                | 51° 09′ 27″ nord, 3° 21′ 49″ ouest | Washford (en)              | Somerset             | Bath et Wells | Savigniens Cisterciens  | 1134 1147  | 1147 1538 |       |
| 250 | Combermere            | 52° 59′ 33″ nord, 2° 36′ 56″ ouest | Dodcott cum Wilkesley      | Cheshire             | Coventry      | Savigniens Cisterciens  | 1133 1147  | 1147 1539 |       |
| 310 | Coombe                | 52° 24′ 51″ nord, 1° 24′ 30″ ouest | Brinklow                   | Warwickshire         | Lichfield     | Cisterciens             | 1150       | 1539      |       |
| 451 | Croxden               | 52° 57′ 17″ nord, 1° 54′ 14″ ouest | Uttoxeter                  | Staffordshire        | Lincoln       | Cisterciens             | 1178       | 1538      |       |
| 360 | Dieulacres            | 53° 07′ 04″ nord, 2° 02′ 17″ ouest | Abbey Green (en)           | Staffordshire        | Coventry      | Savigniens Cisterciens  | 1133 1147  | 1147 1539 |       |
| 229 | Dore                  | 51° 58′ 08″ nord, 2° 53′ 38″ ouest | Abbey Dore                 | Herefordshire        | Hereford      | Cisterciens             | 1147       | 1537      |       |
| 533 | Dunkeswell            | 50° 53′ 20″ nord, 3° 13′ 03″ ouest | Dunkeswell                 | Devon                | Exeter        | Cisterciens             | 1201       | 1539      |       |
| 329 | Flaxley               | 51° 50′ 12″ nord, 2° 27′ 03″ ouest | Flaxley (en)               | Gloucestershire      | Hereford      | Cisterciens             | 1151       | 1536      |       |
| 098 | Forde                 | 50° 50′ 31″ nord, 2° 54′ 36″ ouest | Thorncombe                 | Dorset               | Exeter        | Cisterciens             | 1133       | 1539      |       |
| 089 | Fountains             | 50° 50′ 31″ nord, 2° 54′ 36″ ouest | Ripon                      | Yorkshire du Nord    | York          | Cisterciens             | 1132       | 1539      |       |
| 241 | Furness               | 54° 08′ 08″ nord, 3° 11′ 54″ ouest | Barrow-in- Furness         | Cumbria              | Carlisle      | Savigniens Cisterciens  | 1123 1147  | 1147 1537 |       |
| 072 | Garendon              | 52° 46′ 28″ nord, 1° 15′ 28″ ouest | Loughborough               | Leicestershire       | Carlisle      | Cisterciens             | 1133       | 1536      |       |
| 708 | Graces ou Eastminster | 51° 30′ 33″ nord, 0° 04′ 21″ ouest | Cité de Londres            | Grand Londres        | Londres       | Cisterciens             | 1350       | 1538      |       |
| 642 | Hailes                | 51° 58′ 07″ nord, 1° 55′ 42″ ouest | Winchcombe                 | Gloucestershire      | Gloucester    | Cisterciens             | 1245       | 1539      |       |
| 579 | Hulton                | 53° 01′ 41″ nord, 2° 08′ 38″ ouest | Abbey Hulton (en)          | Staffordshire        | Coventry      | Cisterciens             | 1219       | 1538      |       |
| 142 | Jervaulx              | 54° 16′ 00″ nord, 1° 43′ 00″ ouest | East Witton                | Yorkshire du Nord    | York          | Cisterciens             | 1145       | 1537      |       |
| 306 | Kingswood             | 51° 37′ 36″ nord, 2° 22′ 00″ ouest | Wotton-under-Edge          | Gloucestershire      | Gloucester    | Cisterciens             | 1139       | 1538      |       |
| 231 | Kirkstall             | 53° 49′ 15″ nord, 1° 36′ 25″ ouest | Kirkstall                  | Yorkshire de l'Ouest | Lincoln       | Cisterciens             | 1139       | 1537      |       |
| 136 | Kirkstead             | 53° 07′ 58″ nord, 0° 13′ 14″ ouest | Woodhall Spa               | Lincolnshire         | York          | Cisterciens             | 1147       | 1540      |       |
| 137 | Louth Park            | 53° 22′ 35″ nord, 0° 02′ 06″ ouest | Louth                      | Lincolnshire         | Lincoln       | Cisterciens             | 1139       | 1536      |       |
| 318 | Meaux                 | 53° 50′ 22″ nord, 0° 20′ 31″ ouest | Meaux (en)                 | Yorkshire de l'Est   | Lincoln       | Cisterciens             | 1160       | 1539      |       |
| 560 | Medmenham             | 51° 33′ 08″ nord, 0° 49′ 27″ ouest | Medmenham                  | Buckinghamshire      | Lincoln       | Cisterciens             | 1148       | 1538      |       |
| 289 | Merevale              | 52° 34′ 36″ nord, 1° 34′ 22″ ouest | Atherstone                 | Warwickshire         | Worcester     | Cisterciens             | 1202 1212  | 1204 1536 |       |
|     | Mount- Saint- Bernard | 52° 44′ 29″ nord, 1° 19′ 23″ ouest | Coalville                  | Leicestershire       | Nottingham    | Trappistes              | 1835       | -         |       |
| 631 | Netley                | 50° 52′ 43″ nord, 1° 21′ 28″ ouest | Southampton                | Hampshire            | Winchester    | Cisterciens             | 1239       | 1536      |       |
| 643 | Newenham              | 50° 46′ 31″ nord, 3° 00′ 06″ ouest | Axminster                  | Devon                | Exeter        | Cisterciens             | 1247       | 1539      |       |
| 135 | Newminster            | 53° 08′ 12″ nord, 0° 03′ 04″ ouest | Mitford                    | Northumberland       | Durham        | Cisterciens             | 1139       | 1537      |       |
| 188 | Pipewell              | 55° 09′ 59″ nord, 1° 42′ 17″ ouest | Pipewell (en)              | Northamptonshire     | Lincoln       | Cisterciens             | 1143       | 1538      |       |
| 248 | Quarr                 | 50° 43′ 51″ nord, 1° 11′ 58″ ouest | ?                          | Île de Wight         | Lincoln       | Cisterciens Bénédictins | 1131 1901  | 1536 -    |       |
| 186 | Revesby               | 55° 09′ 59″ nord, 1° 42′ 17″ ouest | Revesby                    | Lincolnshire         | Lincoln       | Savigniens Cisterciens  | 1143 1147  | 1147 1539 |       |
| 683 | Rewley                | 51° 45′ 15″ nord, 1° 16′ 08″ ouest | Oxford                     | Oxfordshire          | Oxford        | Cisterciens             | 1281       | 1536      |       |
| 052 | Rievaulx              | 54° 15′ 27″ nord, 1° 07′ 00″ ouest | Rievaulx                   | Yorkshire du Nord    | York          | Ermites Cisterciens     | 1133 1140  | 1140 1536 |       |
| 443 | Robertsbridge         | 50° 59′ 14″ nord, 0° 29′ 55″ est   | Salehurst et Robertsbridge | Sussex de l'Est      | Chichester    | Savigniens Cisterciens  | 1176       | 1538      |       |
| 236 | Roche                 | 53° 24′ 08″ nord, 1° 11′ 01″ ouest | Maltby                     | Yorkshire du Sud     | York          | Cisterciens             | 1147       | 1538      |       |
| 285 | Rufford               | 53° 10′ 33″ nord, 1° 02′ 09″ ouest | Rufford (en)               | Nottinghamshire      | York          | Cisterciens             | 1148       | 1536      |       |
| 277 | Sawley                | 53° 54′ 48″ nord, 2° 20′ 30″ ouest | Sawley                     | Lancashire           | Blackburn     | Cisterciens             | 1186       | 1536      |       |
| 237 | Sawtry                | 52° 25′ 37″ nord, 0° 14′ 28″ ouest | Sawtry                     | Cambridgeshire       | Ely           | Cisterciens             | 1147       | 1536      |       |
| 301 | Sibton                | 52° 16′ 32″ nord, 1° 27′ 56″ est   | Yoxford                    | Suffolk              | Norwich       | Cisterciens             | 1150       | 1536      |       |
| 319 | Stanley               | 51° 26′ 56″ nord, 2° 03′ 23″ ouest | Chippenham                 | Wiltshire            | Salisbury     | Cisterciens             | 1151       | 1536      |       |
| 350 | Stoneleigh            | 52° 20′ 18″ nord, 1° 32′ 02″ ouest | Stoneleigh                 | Warwickshire         | Worcester     | Cisterciens             | 1281       | 1536      |       |
| 256 | Stratford Langthorne  | 51° 31′ 51″ nord, 0° 00′ 04″ est   | Newham                     | Grand Londres        | Londres       | Cisterciens             | 1147       | 1538      |       |
| 254 | Swineshead            | 52° 56′ 49″ nord, 0° 08′ 55″ ouest | Swineshead                 | Lincolnshire         | Lincoln       | Savigniens Cisterciens  | 1135 1147  | 1147 1536 |       |
| 113 | Thame                 | 51° 43′ 41″ nord, 0° 57′ 48″ ouest | Thame                      | Oxfordshire          | Oxford        | Cisterciens             | 1138       | 1539      |       |
| 346 | Tilty                 | 51° 54′ 56″ nord, 0° 19′ 32″ est   | Great Dunmow               | Essex                | Chelmsford    | Cisterciens             | 1153       | 1536      |       |
| 674 | Vale Royal            | 53° 13′ 30″ nord, 2° 32′ 29″ ouest | Whitegate                  | Cheshire             | Lichfield     | Cisterciens             | 1266       | 1538      |       |
| 232 | Vaudey                | 52° 46′ 53″ nord, 0° 28′ 01″ ouest | Bourne                     | Lincolnshire         | Lincoln       | Cisterciens             | 1147       | 1536      |       |
| 107 | Warden                | 52° 04′ 53″ nord, 0° 21′ 48″ est   | Old Warden                 | Bedfordshire         | St Albans     | Cisterciens             | 1135       | 1537      |       |
| 036 | Waverley              | 51° 11′ 59″ nord, 0° 45′ 33″ ouest | Farnham                    | Surrey               | Winchester    | Cisterciens             | 1128       | 1536      |       |
| 427 | Whalley               | 53° 01′ 41″ nord, 2° 08′ 38″ ouest | Whalley                    | Lancashire           | Coventry      | Cisterciens             | 1296       | 1537      |       |